# Monster vom Totasee

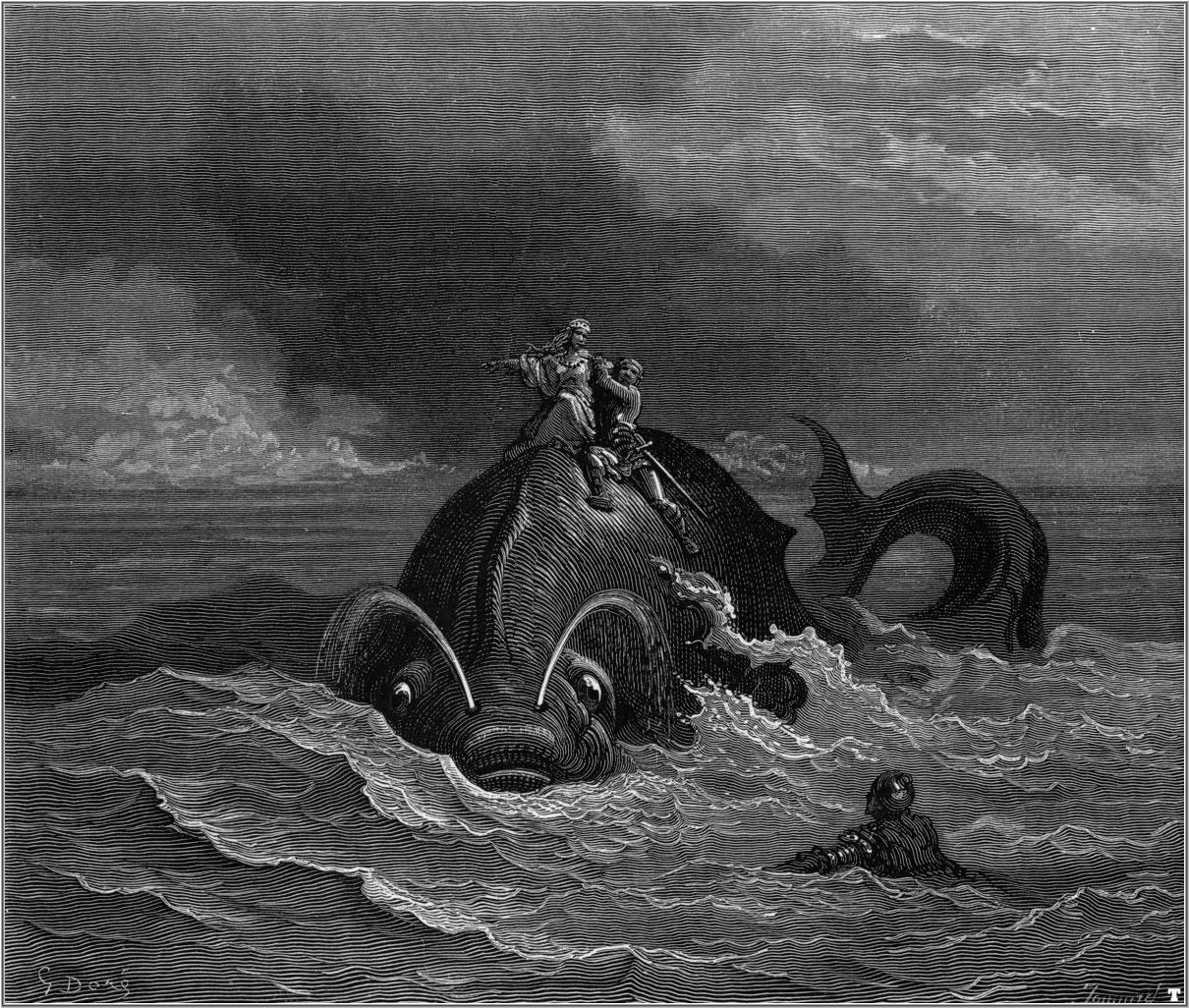
Darstellung eines im Wasser lebenden Tieres von Gustavo Doré

Das Monster vom Totasee soll ein im Totasee (Kolumbien) lebendes Tier sein, das in den Quellen als „Diabloballena“ oder „Teufelswal“ bezeichnet wird.
Die Ureinwohner dieser Region erzählen, dass das Monster das erste Mal vom Eroberer Gonzalo Jimenez de Quesada gesehen wurde. Er hat das Monster als "einen Fisch mit schwarzem Kopf wie von einem Rind und größer als ein Wal" beschrieben.(Lucas Fernandez de Piedrahita, 1676 und Antonio de Alcedo, 1788). In anderen Quellen wird es auch als monströser Fisch, schwarzes Monster und als Drache und göttliches archetypisches Tier bezeichnet.

## Beschreibung
Die Beschreibung des Monsters beschränkt sich auf historische Berichte, einer davon aus dem Jahr 1652, und auf die Studien der Muisca-Mythologie.
Die Legende vom Totasee ähnelt anderen Legenden, wie zum Beispiel dem Ungeheuer von Loch Ness (Nessie) in Schottland, dem Monster des Nahuel-Huapi-Sees in Argentinien oder dem „El Cuero“ („Das Leder“) der Mapuche-Mythologie in Argentinien und Chile (das Monster wird dort als eine Art Schlange mit Leder verschiedener Tiere beschrieben). Wie dort wurde sie mithilfe der Kryptozoologie und der Pseudowissenschaft analysiert.

## Geschichtliche Hintergründe

### 17. Jahrhundert

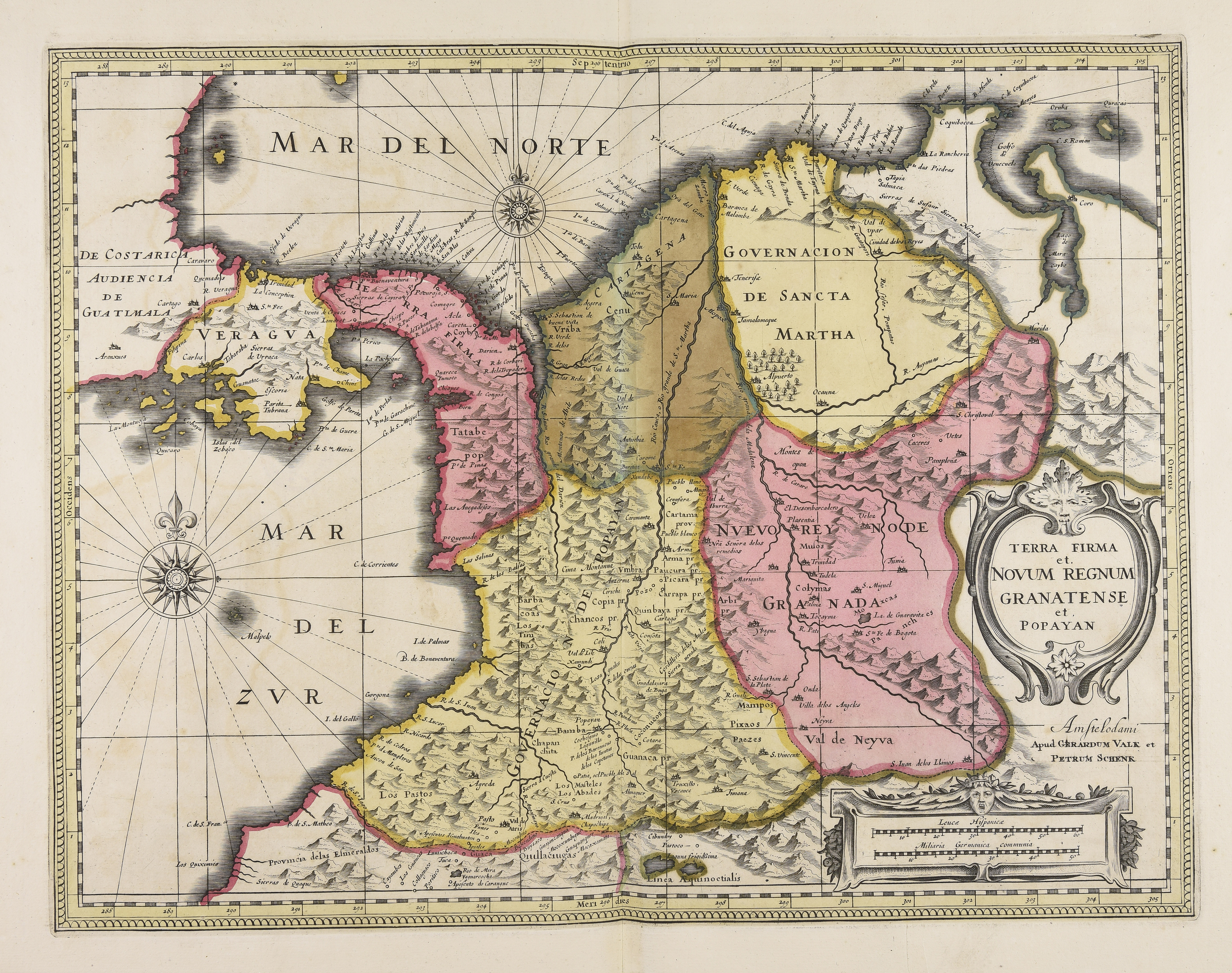
Neues Königreich von Granada Allgemeine Geschichte über die Eroberung des neuen Königreichs von Granada Von: Lucas Fernández de Piedrahíta 12. August 1676 http://pueblosoriginarios.com/biografias/piedrahita.html

#### Lucas Fernandez de Piedrahíta
Am 12. August 1676 veröffentlichte der kolumbianische Priester und Historiker Lucas Fernandez Piedrahíta, wie von dem Bischof von Santa Marta beauftragt, die Allgemeine Geschichte über die Eroberung des neuen Königreichs von Granada, in der im Kapitel 1, Paragraf 13 der folgende Auszug über ein monströses Wesen im Lago de Tota auftaucht:

„Bezieht euch auf sie (= die Lagune, eigentlich aber der Totasee) als einen Ort, an dem ein Fisch mit schwarzem Kopf wie von einem Rind und größer als ein Wal gesichtet wurde.“

„Quesada sagt, dass zu seiner Zeit vertrauenswürdige Personen und die Ureinwohner bestätigten, dass es sich bei dem Monster um den Teufel handelt; und im Jahre sechszehnhundertzweiundfünfzig (1652), als ich an diesem Ort war, sprach Doña Andrea Vargas, die Herrin dieses Landes, davon, es gesehen zu haben.“

### 19. Jahrhundert

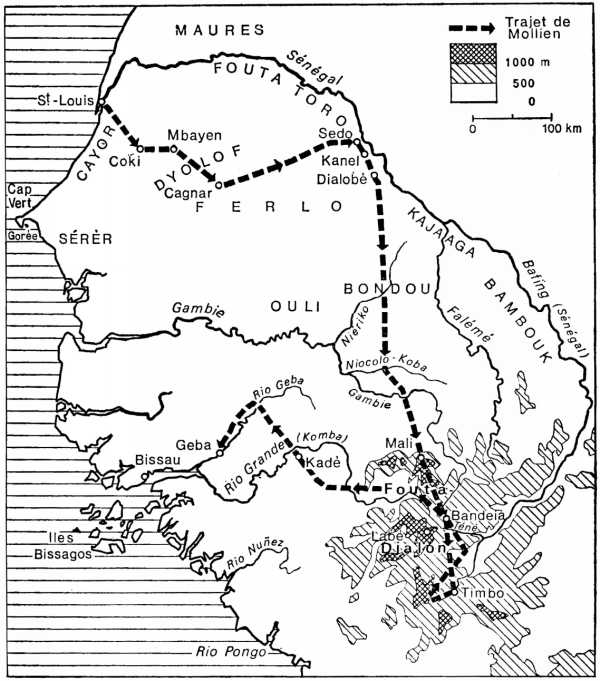
Reiseroute von Gaspard Théodore Mollien (1796–1872)

#### Gaspard Théodore Mollien
Der französische Entdecker und Diplomat Gaspard Théodore Mollien schrieb in seinem Buch Die Reisen des Gaspard Théodore Mollien in die Republik Kolumbien in 1823:

„Als ich nach Iza fuhr, fasste ich den Entschluss zum Totasee zu fahren, der ein bisschen höher, aber in der gleichen Richtung liegt.
Ich verließ Iza kurz vor Dämmerung; (…) Der Aberglaube über schreckliche Wunder hat diese Orte nicht verlassen: tatsächlich, das ländliche Erscheinen der Region; die ruhenden Wasser, um es so zu sagen, auf solch einer Höhe, wo man immer den stürmischen Wind aus der Toxillo spürt, der Heide, die über dem See liegt; schleimige Konsistenz und voller Wasser, das es auch im Sand der Strände des Sees gibt, alles neigt dazu, ein Gefühl der Seltsamkeit zu erwecken. Die Menschen hier sagen, dass der See nicht mit Schiffen befahren werden kann; bösartige Gestalten wohnen in den Tiefen des Sees, man kann, sagen die Einwohner, die Pforten zu ihrem Wohnsitz sehen, wenn man sich von dem Ufer in die Mitte des Sees entfernt, und plötzlich kann man aus den Abgründen nur für einen kleinen Augenblick einen monströsen Fisch sehen.
Der See bildet einen Bogen, ausgerichtet nach Nordwesten und Südosten; das Klima ist sehr feucht und kalt; das Wasser ist blau, dicht und unangenehm und kann nicht getrunken werden, und wie im Meer ist das Wasser ständig unruhig wegen der Stürme, die sich im Toxillo bilden. In der Mitte des Sees gibt es einige Inseln, die bisher nur von einem Mann betreten worden sind, der Glaube, dass der See verzaubert ist, hält andere davon ab, die Inseln zu besuchen: Der Grund des Sees wirkt, als sei er voller Kieselsteine. Die Berge, die den See umschließen, sind wie Mauern aus festem Stein, so fest zementiert, dass sie der Wasserfiltration trotzen; trotzdem würde man vermuten, dass die heißen Quellen in Paipa und Iza diesem riesigen Wasserreservoir entspringen, das ein wenig höher liegt als jene.“

#### Manuel Ancízar

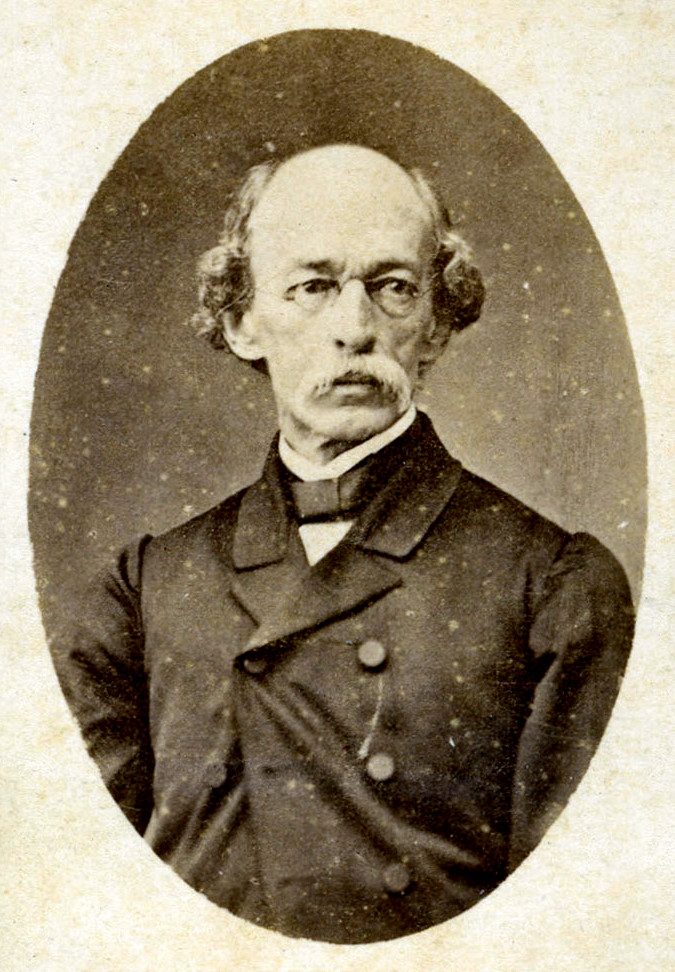
Manuel Ancízar (1812–1882)

Im Jahr 1852 machte der kolumbianische Schriftsteller, Politiker, Professor und Journalist Manuel Ancízar in seinem Buch Die Pilgerfahrten des Alpha in die nördlichen Provinzen von Neu Granada in 1850-1851 (Alpha war ein Pseudonym für Ancízar) eine Aussage über das „Monster Diabloballena vom Totasee“ und zitierte dabei Piedrahítas Buch die Allgemeine Geschichte über die Eroberung des neuen Königreichs von Granada in Kapitel 14, Absatz 5:

„Die Menschen glaubten diesen Humbug des Monsters im Süßwasser. (in Anlehnung an das „Diabloballena“ zitiert von Piedrahíta), sodass niemand den Mut hatte, den See und dessen kleine Inseln zu erkunden, die schlimmere Geschöpfe als das des Piedrahíta beherbergen sollten, bis kürzlich ein Engländer dort ankam und nur wenig Angst vor dem Monster hatte, ein Floß aus Schilf baute, die größte Insel enterte und dort einen blutigen Kampf mit … schüchternen Rehen, die die Insel friedlich bewohnten, führte. Dem Beispiel des Engländers folgend, segelten andere Männer mit Flößen oder Kanus zu der Insel, bevölkerten diese und entzauberten den See. Heutzutage gibt es keine Gefahren mehr außer den Stürmen, die aus dem Hochland des Toquilla kommen, wenn die drei Quadratmeilen Wasser durch den Sturm in Bewegung versetzt werden.“

Am Ende dieses Absatzes äußerte Ancízar seine Zweifel, jedoch ohne einen Beweis zu bringen, um Piedrahíta und das von ihm beschriebene Monster nicht in Verruf zu bringen, und begann seine Initiative anzugehen, Abflüsse für den Lago de Tota zu errichten, um die Ackerfläche zu vergrößern, und endete den betreffenden Absatz wie folgt:

„Halbe Abflüsse, die das Flussbett des Upía wiederholt vertiefen, sind die einzige Maßnahme, die denen Erfolg bringen kann, die Land zum bebauen brauchen, keine Schätze, die ihnen genauso gewiss erscheinen wie das Monster Diabloballena von Piedrahíta.“

#### José Jerónimo Triana

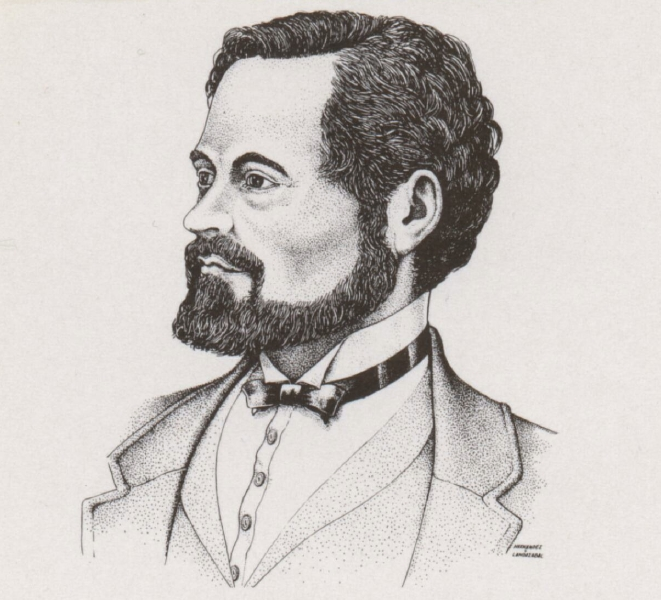
José Jerónimo Triana (1828–1890)

Der Botaniker, Erforscher und Physiker José Jerónimo Triana, Mitglied der Kommission Corográfica, äußerte sich ebenfalls nach der Zusammenfassung des Buches Mythen, Legenden, Traditionen und Folkloren vom Totasee (Lilia Montaña de Silva, Auflage La Rana y El Águila, UPTC Tunja, 1970, S. 46–47):

„[Das was er sagen möchte – kommentiert Triana, mit Respekt vor den Seen und Lagunen, die die ersten Tempel der Ureinwohner waren - ] (…) dass jene Lagunen eine außergewöhnliche Gottheit beherbergt haben, und die empfindsamen Ureinwohner sahen in diesen Zauber und Rätsel.“

„Die Idee des heutigen Bauern, dass es in dem See schlafende Monster gibt, die von ihren Schreien aufwachen können und die in ihrem Loch den Felsen antworten, die den See umgeben, als hätten sie die Stimme eines Orakels, erweckt den unfreiwilligen Eindruck, dass die Wasser heilig sind.“

„[Im Jahre 1880 gab es unter den Bewohnern der Umgebung des Totasees, in dem Dorf Cuitiva, immer noch den Glauben – angedeutet in dem oben genannten Buch von Lilia Montaña de Silva wahrscheinlich durch zugrundeliegende historische Kommentare von Triana-], (…) dass es in den verwünschten Wassern des Sees ein schwarzes Monster gab.“

## Sicht der indigenen Muisca

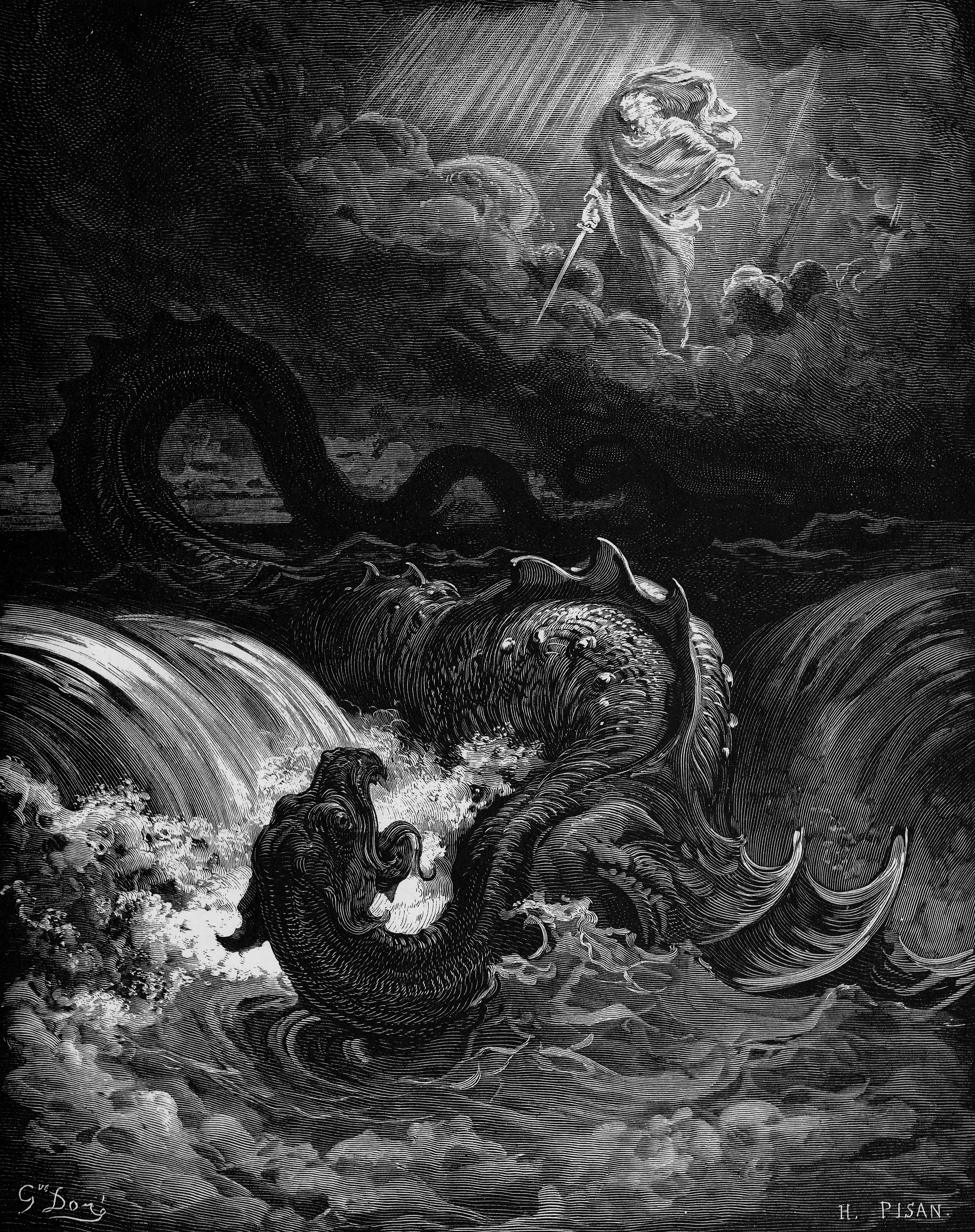
Die Zerstörung des Leviathan, eine Abbildung aus dem Jahre 1865 von Gustave Doré. Illustration einer Annäherung der Muisca an das Monster vom Totasee

### Aus der Sprache der Muisca
Mariana Escribana, Doktorandin in Literatur, Geschichte und Semiotik an der Universität Paris-Sorbonne, Sprachwissenschaftlerin und Expertin der Sprache der Muisca, bestätigte:

„(…)über das Monster des Totasees (…). Das Monster ist nichts weniger als der MUYSO AKYQAKE - der Drache, es hat die Bestandteile MUYSO und QAKE, in Cundinamarca ist der Wald des Drachens, der für dieses urbildliche, heilige Tier geheiligt wird, es ist der Wald TCHIQAKE.“

Das bedeutet, das Monster könnte eine urbildliche Gottheit sein, das mit einem Drachen verwechselt worden ist.

### Im mythischen Ursprung des Totasees
Berichte über den mythischen Ursprung des Totasees erzählen von einem Moment, in dem „Monetá“, ein alter und weiser indigener Priester, das „sich schon vergrößernde und mächtige Reich der Muisca“ darauf vorbereitete, „das Böse, den bösen Busiraco“ in den Hohlraum, der heute den Totasee bildet, zu verbannen, er hinterließ die Andeutung eines im See lebenden Monsters:

„Und dort in diesem riesigen natürlichen Hohlraum unserer Geschichte voller Staub und Erde, die durch die Sonne brüchig geworden ist, lebte eine riesige schwarze Schlange mit funkelnden Augen, die sich arglistig und unheilvoll bis zum Eingang der großen Grotte vorwärts bewegte, anhielt und dort auf den Ball aus Feuer wartete, der bis heute jede Nacht wiederkehrte. In diesem Moment, bevor er in die Tiefen der Erde eintauchte, ließ Busiraco ein schrilles Gelächter des Triumphes hören, das ironisch an den entferntesten Enden wiederhallte, die naiven Herzen der Chibchas mit Angst erfüllend.“

Die Beschwörungszeremonie gegen Busiraco führte dazu, die Leiden durch den Sommer und die Wasserknappheit zu bekämpfen, was in der Entstehung des Totasees gipfelte; dieses Monster in Schlangenform wird auch genannt, als dieses tödlich angegriffen wurde:

„Siramena [auf die sich Monetá als die „große Tänzerin“ bezieht], die immer mit grazilen und schwungvollen Bewegungen getanzt und immer schnellere Drehungen gemacht hatte, stand auf einmal unbeweglich vor dem großen bemalten Gestein – dem Altar der Göttin des Wassers. Sie hob den Kopf und nahm unter ihren Kleidern eine glänzende Scheibe aus Gold hervor, bot sie zuerst der Göttin an und ließ sie danach einen Moment in der Sonne schimmern, sie schleuderte die Scheibe mit ungeheurer Kraft auf die Schlange, in die sich die scharfen Kanten tief hineinschnitten, danach verschwand die Scheibe in den schwarzen Schuppen des Reptils. Die Schlange war tödlich verletzt. Ihre sich abstoßenden Bewegungen waren zuckend und obwohl sie ein letztes Mal angreifen wollte, fehlte ihr die Kraft. Sie hob den Schwanz und ließ ihn mit einem Krachen auf den staubigen Boden fallen, danach fiel sie der Länge nach hin und der Körper blieb leblos.“

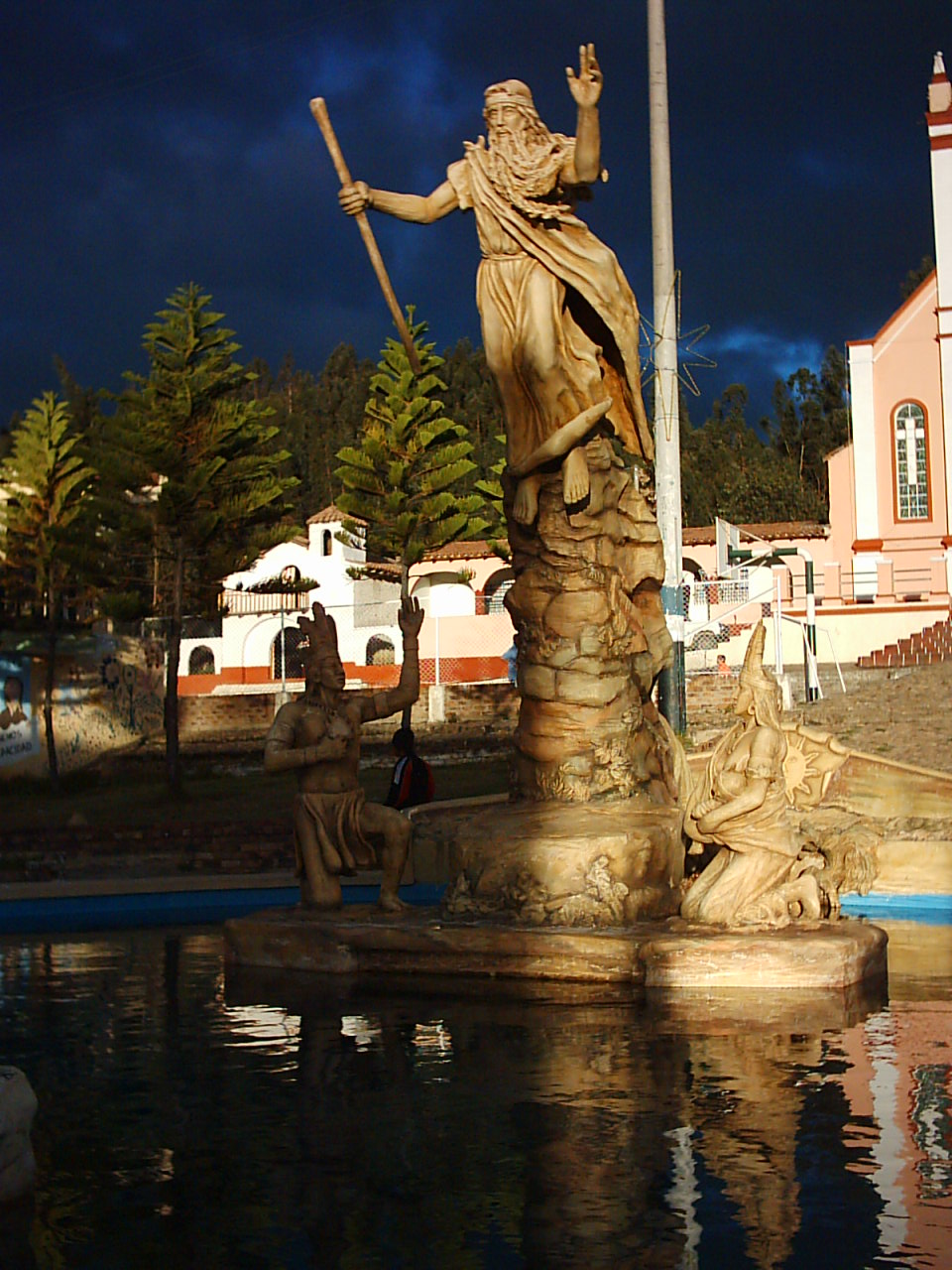
Statue von Bochica in der Gemeinde Cuitiva in Boyacá

Er beendet den Bericht über die „schwarze Schlange“ in dem Moment der Entstehung des Sees:

„Monetá nahm aus der Brusttasche einen Edelstein hervor. Er betrachtete ihn für eine Weile. Eine Träne rollte über seine Wange und umfasste den Edelstein wie ein grünes Etui eines unermesslichen Smaragden einen Diamanten umfasst [vorbehalten für den höchsten Priester der Muisca, ursprünglich überreicht von dem Propheten „Bochica“ als er das Priesteramt eingerichtet hat]. Danach hobt er ihn mit der rechten Hand an und warf ihn mit aller Kraft in den Abgrund. Das Schmuckstück funkelte in der Sonne wie Glut aus grünen Funken. Die Menschenmenge schaute erstaunt zu ohne es zu verstehen; der wertvolle Stein war genau auf die schwarze Schlange gefallen, die nun tot war. Und dann … Welch ein Wunder! Der Stein hatte seine natürliche Härte verloren. Das verkündete Wunder wurde wirklich und die grünen und reinen Wellen wurden größer und größer. Und dieser unermessliche Abgrund füllte sich mit reinem Wasser gesäumt von weißem Schaum. Den Menschen, von Staunen ergriffen, gelang es nicht, zu verstehen, was sie sahen.“